# Estêvão II de Antioquia
Estêvão II de Antioquia foi o patriarca de Antioquia entre 490 e 495 d.C. durante a controvérsia monofisista. Nada mais se sabe sobre, exceto que ele também era um calcedoniano.